# Høgafjall
Høgafjall är ett berg som ligger vid byn Sørvágur på ön Vágar i Färöarna.
Bergets högsta topp ligger på 515 meter över havet.